# Opernfactory
Die Opernfactory im Hamburger Stadtteil Tonndorf wurde im November 2012 von Barbara Kaliner gegründet. Das Privattheater finanziert sich ausschließlich selbst und erhält keine institutionelle Förderung. Die Opernfactory ist das einzige Musiktheater im Hamburger Osten.

## Theater
Der Theatersaal befindet sich in einer ehemaligen Gewürzmühle an der Ahrensburger Straße 138 und bietet Platz für 130 Zuschauer. Daneben verfügt das Theater über ein kleines Foyer, wo Getränke angeboten werden.  

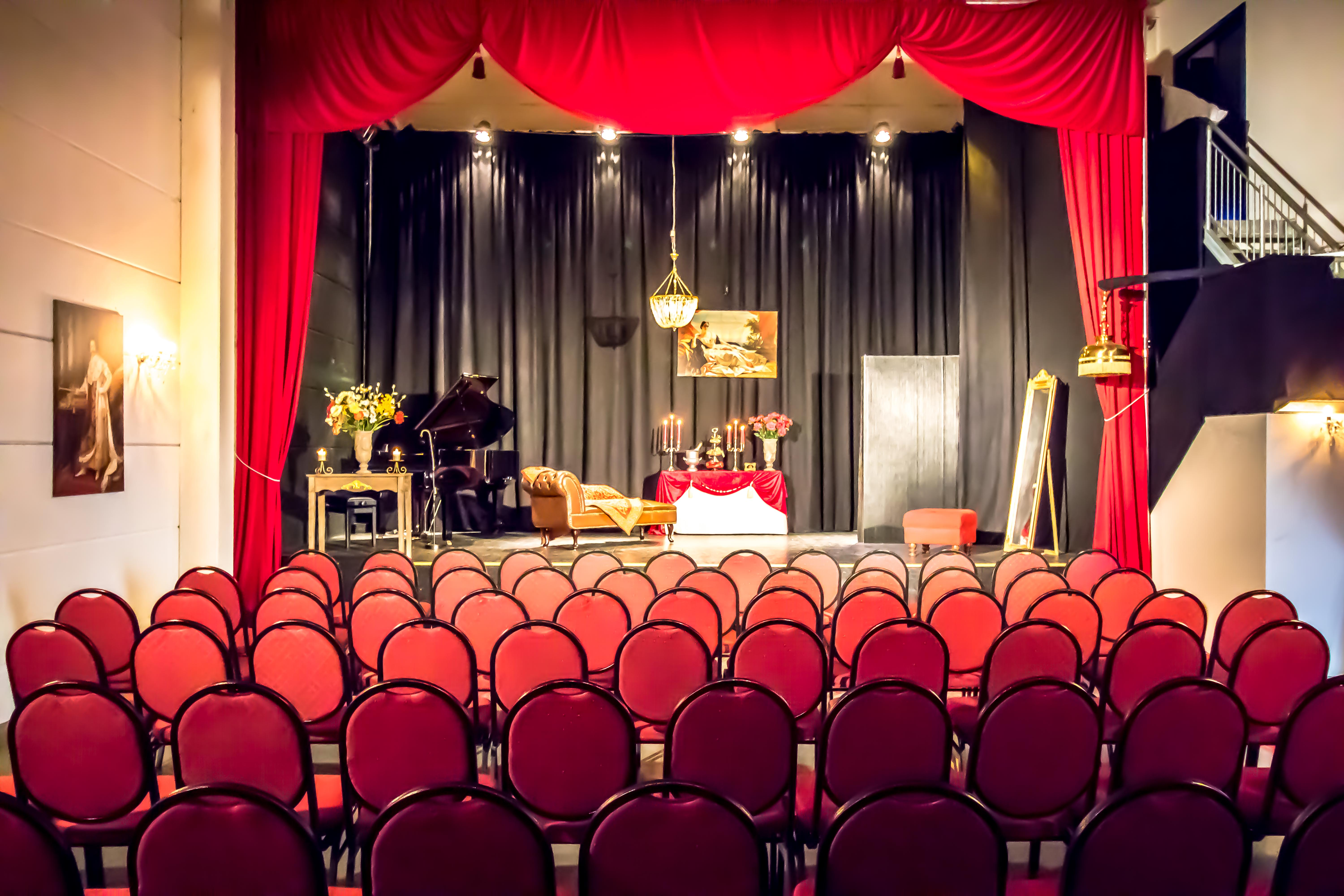
Theatersaal

## Programme
Es werden neben Opern, Operetten, Musicals und Chansons auch niederdeutsche Lesungen und Sprechtheaterproduktionen angeboten. Die Programme werden am Flügel begleitet und von professionellen Sängern gestaltet. Darüber hinaus verfügt das Haus über einen Opernchor. 
Die Galaprogramme werden unter einem Themenkreis zusammengestellt und szenisch dargestellt. Eine Besonderheit bietet das Theater seit 2015 an: "Oper dreidimensional". Hier wird der Zuschauerraum in das Bühnenbild einbezogen und die Spielfläche auf den Zuschauerraum ausgedehnt, da die Zuschauer die Oper hautnah miterleben sollen. Dieses Konzept wurde mit der Produktion "Oper Carmen dreidimensional" als besonderes Projekt im Jahr 2015 von der Kulturbehörde gefördert.

## Konzept
Das Theater legt Wert darauf, die Produktionen in der authentischen Zeit zu inszenieren. 